# Сернур
Се́рнур (мар. Шернур) — посёлок городского типа, административный центр Сернурского района Республики Марий Эл Российской Федерации и административный центр одноимённого городского поселения.

## География
Расположен на реке Сердяжка, в 90 км к северо-востоку от Йошкар-Олы.

## История
Преобразован в село из деревни Макарсола, основанной в начале XVI веке с началом строительства церкви в 1749 году. Название Шернур произошло от мар. «Шер» — гидроним от реки Шердеж (рус. Сердяжка), на которой стоит населённый пункт, и «нур» (мар. поле). Население села состояло большей частью из марийских крестьян. Так, по ревизии 1811 года из 167 ревизских душ мари составляли 163, русские — 4. Перепись сохранила некоторые марийские имена жителей села, позднее преобразовавшиеся в фамилии: Токсыбай, Пибулат, Пияндык, Чиндубай, Очибай, Очей, Паим, Аптыл, Конак, Памыдек, Токман, Абли (Аблей), Ердыган (Ядыган), Пидыган, Ситыган и другие.
После создания Сернурского кантона в 1921 году Сернур как центр кантона получил статус города. В 1926 году город Сернур переведен в разряд сёл. В 1966 году преобразован в посёлок городского типа.

## Население
| 1959  | 1970  | 1979  | 1989    | 2002  | 2009  | 2010  | 2012  | 2013  |
| ----- | ----- | ----- | ------- | ----- | ----- | ----- | ----- | ----- |
| 3362  | ↗5836 | ↗8425 | ↗10 196 | ↘9031 | ↗9077 | ↘8686 | ↘8481 | ↘8421 |
| 2014  | 2015  | 2016  | 2017    | 2018  | 2019  | 2020  | 2021  | 2023  |
| ↘8313 | ↘8227 | ↗8365 | ↘8300   | ↘8209 | ↘8185 | ↘8106 | ↗8183 | ↘8060 |

Национальный состав
По итогам переписи населения 2020 года проживали следующие национальности (национальности менее 0,1 % и другое см. в сноске к строке «Другие»):
| Национальность | Численность, чел. | Доля     |
| -------------- | ----------------- | -------- |
| Марийцы        | 4873              | 59,55 %  |
| Русские        | 2867              | 35,04 %  |
| Татары         | 99                | 1,21 %   |
| Чуваши         | 11                | 0,13 %   |
| Другие         | 333               | 4,07 %   |
| Итого          | 8183              | 100,00 % |

## Жилищный фонд
Многоэтажные кирпичные дома в 2—5 этажей распределены на всей территории посёлка. Имеется немало деревянных жилых домов.

## Экономика
В Сернуре имеется сыродельный завод и другие предприятия пищевой промышленности.

## Культура
Исследователь начала XX века М. Н. Янтемир писал: 
Сернур известен был среди мари как своего рода Иерусалим для марийского мира. Он всегда претендовал на руководящую роль в религиозном отношении. И язычество здесь держалось крепко…
В посёлке действует церковь Архангела Михаила, в 2003 году заложен новый православный храм.
Марийцы до сих пор поклоняются языческим божествам в святых рощах (кӱсото) около деревень Куприяново, Поланур, Чемеево, в часовне близ Пактаево. С 1991 года укрепилась традиция поездок в Кировскую область на Чумбылатову гору, где происходят традиционные моления. Марийцы бережно относятся к святым местам — языческим и православным.
В Сернуре в 1910–1913 проживала семья поэта Николая Заболоцкого.
В посёлке есть дом культуры, библиотеки, историко-литературный музей имени А. Ф. Конакова, стадион.
Сернурская детская школа искусств им. И. Н. Молотова.

## Достопримечательности
Краеведческий музей, памятник павшим за Родину воинам, бюст Героя Советского Союза Андрея Яналова.

## Известные люди
Почётные граждане
- Киселёв Геннадий Иванович (1999) — директор Сернурского лесхоза Марийской АССР (1951—1976), заслуженный лесовод РСФСР (1966).

Уроженцы
- Мамаева Анастасия Георгиевна (1916—1994) — марийский советский партийный и государственный деятель. Заместитель Председателя Совета Министров Марийской АССР (1951—1962), заместитель министра просвещения Марийской АССР (1962—1971). Член ВКП(б).
- Попова Нина Евсеевна (1922—2014) — советская актриса театра. Актриса Республиканского русского театра драмы Марийской АССР (ныне Академический русский театр драмы имени Г. Константинова) (до 1990 года). Заслуженная артистка РСФСР (1970). Народная артистка Марийской АССР (1967).